# 欧阳祺
欧阳祺（1867年—1930年），字如山，广东省香山人。

## 留学美国
1882年12月，自费留学美国。1901年4月，入纽约大学学习法律，1904年获法学学士学位。1906年回国，同年返美，11月入加利福尼亚大学学习社会学，1910年获学士学位，1911年获硕士学位。1910年至1915年间，曾为加州大学教员公会（University of California Faculty Club）会员。

## 外交生涯
1904年，欧阳祺任圣路易斯世博会中国代表团的随行翻译:179。1907年，任中国驻旧金山总领事馆副领事，1913年，任驻旧金山总领事。1915年，任旧金山万国移民会（International  Immigration Conference）代表。1915年至1916年，任旧金山世博会中国代表团联络官。1926年7月19日至1927年5月26日间，任中华民国驻新嘉坡总领事。欧阳祺曾荣获三等嘉禾章。1930年去世。

## 促成庚款留美
经他多方交涉活动，促使美国时任总统西奥多·罗斯福在任期内将“庚子赔款”退还给清政府。1911年清政府用此“庚子赔款”建了一所留美预备学校“清华学堂”（即清华大学的前身）。

## 亲属
欧阳祺的堂兄欧阳明和欧阳庚都曾出任中国驻美外交官。妻子为生于洛杉矶的华人。

## 延伸阅读
[在维基数据编辑]
 《游美同學錄·歐陽祺》，出自《游美同學錄》